# دونگ‌جو: پرتره یک شاعر
دونگ‌جو: پرترهٔ یک شاعر (انگلیسی: Dongju: The Portrait of a Poet؛‏ کره‌ای: 동주) فیلم درام تاریخی زندگی‌نامه‌ای سیاه‌وسفید محصول سال ۲۰۱۶ کره جنوبی به کارگردانی لی جون ایک، به نویسندگی شین یون شیک و با بازی کانگ ها نول و پارک جونگ مین است. این فیلم در ۱۷ فوریه ۲۰۱۶ منتشر شد.